# John Bretland Farmer
John Bretland Farmer (5 avril 1865 - 26 janvier 1944) est un botaniste britannique. Il croit que les chromomères et non les chromosomes sont l'unité de l'hérédité. Farmer et JES Moore introduisent le terme méiose en 1905 .

## Biographie
Il est né à Atherstone dans le Warwickshire, fils de John Henry Farmer et de sa femme Elizabeth Corbett Bretland. Il fréquente la Queen Elizabeth Grammar School à Atherstone .
Il obtient une place au Magdalen College d'Oxford et obtient une maîtrise en 1887. Au cours de cette période, il est fortement influencé par le professeur Isaac Bayley Balfour . Il est nommé membre du Magdalen College 1889–1897, démonstrateur de botanique en 1887–1892 et professeur adjoint de biologie en 1892–1895 à Oxford, puis devient professeur de botanique à l'Imperial College de Londres. Il reçoit un doctorat en sciences (D.Sc.) de l'Université d'Oxford en mars 1902.
Il est élu membre de la Royal Society en 1900 reçoit sa médaille royale en 1919 et est son vice-président de 1919 à 1921. Il est également président de l'Alpine Climbers Club 1910–12.
Il est fait chevalier en 1926 pour ses services à la botanique et à l'enseignement scientifique.
Il meurt à Exmouth sur la côte sud de l'Angleterre le 26 janvier 1944 .
En 1892, il épouse Edith May Gertrude Pritchard.

## Publications
Farmer est rédacteur en chef des Annals of Botany 1906-1922 et écrit particulièrement sur la cytologie . Il est également rédacteur en chef de la revue publiée par John Murray, Science Progress in the Twentieth Century de 1909 à 1912 et Gardeners' Chronicle 1904 à 1906. Ses livres comprennent:
- Plantes à fleurs (1899)
- Botanique élémentaire (1904)
- The Book of Nature Study (6 volumes) (à partir de 1908) [6]
- Traduction de Die Mutationstheorie (1911) co-écrit avec Arthur Dukinfield Darbishire
- La vie végétale (1913)
- Nature et développement des plantes (1918)